# Wolutyna
Wolutyna – substancja zapasowa bakterii i niektórych grzybów znajdująca się w cytoplazmie w formie ziaren. Polimer fosforanowy, służący m.in. bakteriom do syntezy ATP.